# Tomosvaryella dissimilis
Tomosvaryella dissimilis är en tvåvingeart som beskrevs av Hardy 1943. Tomosvaryella dissimilis ingår i släktet Tomosvaryella och familjen ögonflugor.
Artens utbredningsområde är New Mexico. Inga underarter finns listade i Catalogue of Life.